# Caluga
Caluga is een geslacht van hooiwagens uit de familie Sclerosomatidae.
De wetenschappelijke naam Caluga is voor het eerst geldig gepubliceerd door Roewer in 1959. 

## Soorten
Caluga is monotypisch en omvat slechts de volgende soort:
- Caluga rupicola